# 伊里
伊里，Elli或Elle。是北歐神話中「老年」（old age）的擬人化，形象是一名老婦人，是索爾（Thor）在一場角力戰中的對手。

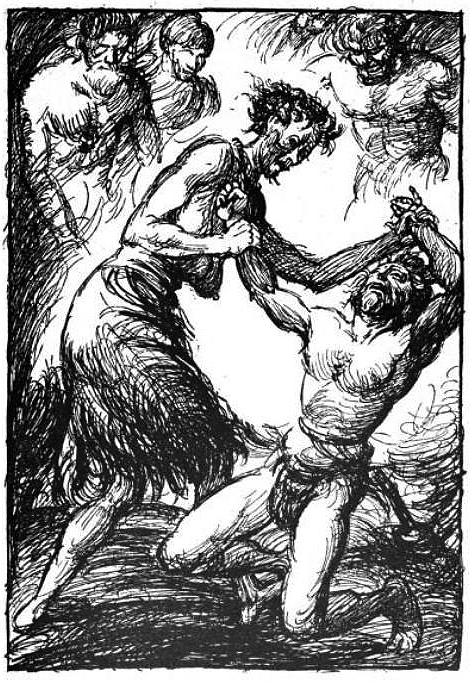

故事被記載於《散文埃達》的〈欺騙古魯菲〉（Gylfaginning）篇中，索爾和洛基（Loki）及侍從希亞費（Thialfi）闖入霜巨人烏特迦·洛奇（Utgarda-loki）的城堡向他挑戰，於是烏特迦·洛奇便利用幻術讓他們和不可能贏的對象比賽，如洛基和野火化身的羅吉（Logi）比賽吃東西、希亞費和思想化身的修基（Hugi）比賽賽跑。而索爾則分別被要求以大口喝酒、舉起一隻貓、及和老婦人伊里比賽角力來證明自己的力量，雖然表面看來頗有譏諷之意，但事實上，索爾用的角杯連結著大海，那隻貓是「世界巨蛇」耶夢加得（Jormungandr）變化的，伊里是老年的化身，而老年是不可能撼動的。雖然索爾在這三場比賽中都沒有獲勝，但展現的力量已經讓烏特迦·洛奇大為吃驚，畏懼索爾的力量之餘，趕緊將這一行人送出城堡外。
除了這篇索爾訪問烏特迦·洛奇的故事外，伊里沒有出現在其他北歐神話中。